# Tunnel van Roanne-Coo
De tunnel van Roanne-Coo is een spoortunnel in La Gleize, een deelgemeente van Stoumont. De tunnel heeft een lengte van 194 meter. De enkelsporige spoorlijn 42 gaat door deze tunnel. De tunnel is genoemd naar de dorpjes Roanne (gemeente Stoumont) en Coo (gemeente Stavelot).
De tunnel kwam in dienst op 1 juli 1890. De tunnelportalen zijn opgetrokken in rode baksteen. Doordat baksteen meer onderhevig is aan de natuurelementen dan natuursteen, hebben de tunnelportalen op dit deel van de spoorlijn 42 een zwaar verweerde indruk.
Aan de westzijde van de tunnel ligt het viaduct van Vennes en aan de oostzijde het viaduct van Roanne-Coo.